# 臺中市單元五高鐵新市鎮自辦市地重劃區
臺中市第五單元自辦市地重劃區（簡稱單元五重劃區），官方稱高鐵新市鎮自辦市地重劃區（整體開發地區單元五），是位於臺灣臺中市南屯區的後期發展區，全區面積約70.18公頃。東側為益豐路三段，西側為環中路四段，南側為黎明路一段，北側為龍富十路。全區採大型街廓都市計畫，使用分區為住一之一（住商混合）設計。辦理時間2011年3月至2016年5月公共工程完成。

## 歷史
- 2005年，由原地主三十位土地所有權人自組發起籌備會。
- 2008年，由地主李金安發起及召開全區「自己土地規劃自己決定」地主大會並以投票方式，讓區內地主決定（單元五）都市計畫之細部計畫規劃，投票結果多數地主贊成以大型街廓設計規劃為原則
- 2009年籌備會召開會員大會成立重劃會，經投票結果李金安被選為第一任重劃會理事長。
- 2010年，重劃會規劃完成該區200年防洪防災排水工程計畫。
- 2011年7月，重劃區內建物瑞成堂列為暫定古蹟，9月9日文資審議會通過列為市定古蹟，9月20日遭重劃業者搗毀部分建物引發爭議，文化局成立搶救小組，9月29日公告為市定古蹟。事後重劃會決議由陳青潭接任第二任理事長乙職。[1]
- 2012年，由前理事長李金安個人自籌給付代履行費用新台幣5400萬餘元予臺中市文化資產處修復費用。[2]
- 2012年6月，李柏卲接任第三任理事長乙職，時歲僅25歲成為自辦重劃史上最年輕的理事長。
- 2015年4月，重劃會完成都市設計審查（重劃區內公園規劃以及加強瑞成堂排水防護計畫審議）。
- 2015年10月，臺中市環保局採樣送SGS化驗確定解除土方爭議事件，同年11月瑞成堂修復完成落成。[3]
- 2016年10月，完成三年七次地價評議委員會議審查地價，成為重劃史上最長地價審議事件。
- 2017年2月，重劃工程完成，各項區內重大公共設施由臺中市政府驗收完成，同年6月由李柏卲理事長代表重劃會與瑞成堂所有人及黃氏子孫達成和解，並與瑞成堂黃氏子孫規劃古蹟加入南屯當地麻薏文化及都市發展。
- 2018年，原重劃區內文中小用地，臺中市運動局規劃為臺中市國際足球園區（國際賽場一座，練習場二座）。[4]
- 2018年12月，重劃會召開第三次會員大會經投票結果，支持同意比率（扣除爭議小面積地主），換算:面積93%，人數92%業稱台中最團結重劃區。
- 2019年3月，重劃會協調土地分配公告異議案件共47件，達成協議43件，4件訴訟中。同年12月因臺中市政府補正行政程序，延遲發放土地所有權狀引發民怨使重劃區內七百八十多位地主進行多次抗爭。同年12月11日重劃會向臺中市文化資產處提出重審瑞成堂古蹟申請，引發爭議。[5]
- 2020年3月9日，臺中市文資審議委員會針對市定古蹟「瑞成堂」審議案，認為該案重建完成，並無任何喪失登錄古蹟的條件，最終13名審議委員無異議一致通過推持瑞成堂市定古蹟身分。[6]同年6月9日，重劃會完成單元五重劃作業。同年月21日地主取回新土地所有權狀。

## 地理範圍
- 東側為益豐路三段
- 西側為環中路四段
- 南側為黎明路一段
- 北側為龍富十路

重劃總面積：約70.18公頃

## 區內公共建設
- 文中小用地
- 國際型足球園區
- 高鐵新市鎮生態公園
  - 瑞成堂
  - 大梵棧橋
  - 姑婆芋展演廣場
  - 南、北側停車場
  - 生態滯洪池

## 外部連結
臺中市政府地政局自辦市地重劃區簡介